# Ken Ham
Kenneth Alfred Ham (Cairns, 20 de octubre de 1951) es un académico y apologista cristiano australiano. Es conocido por ser el presidente y director ejecutivo de Answers in Genesis, fundador de Museo de la Creación y del Ark Encounter.
En sus trabajos tanto de oratoria como en sus obras literarias aboga por el literalismo bíblico, confiando en el libro del Génesis como un hecho histórico. Cree, además, que nuestro origen como humanidad tiene 6000 años de antigüedad,considerando las evidencias bíblicas y cálculos de esta .Considera que los niños deberían «pensar bíblicamente».

## Biografía
Ken Ham nació el 20 de octubre de 1951 en Queensland, Australia. Recibió una licenciatura en ciencias aplicadas en el Instituto de Tecnología de Queensland, seguido de un diploma de educación de la Universidad de Queensland. Durante este tiempo Ken Ham se empezó a interesar por el creacionismo, principalmente debido a las ideas de su padre, mezclado con la lectura del libro The Genesis Flood, escrito por Henry M. Morris. Posteriormente comenzó a ejercer la profesión de profesor de ciencias en una institución pública.
Fue miembro de la Creation Science Foundation a partir de 1979. Comenzó a vender materiales creacionistas en escuelas públicas de Queensland, en los cuales solicitaba que se enseñe creacionismo en paralelo con la teoría de la evolución.
Se mudó a Estados Unidos en 1987 mediante un préstamo al ICR.

## Carrera
En 1977, Ham comenzó a enseñar en una escuela secundaria en Brisbane, donde conoció a John Mackay, otro profesor que creía en el creacionismo de la Tierra joven. Según Susan y William Trollinger, Ham estaba «horrorizado por el hecho de que algunos de sus estudiantes asumieron que sus libros de texto que enseñaban ciencia evolutiva demostraron que la Biblia no era cierta», y dijo que la experiencia «puso un fuego en sus huesos». Renunció en 1979 a su puesto de profesor y, junto con su esposa, fundó el Creation Science Supplies y el Creation Science Educational Media Services, que proporcionó recursos para la enseñanza del creacionismo en las escuelas públicas de Queensland. En 1980, Hams y Mackay fusionaron dos organizaciones con la Creation Science Association de Carl Wieland para formar la Creation Science Foundation.
A medida que el trabajo de la CSF se iba expandiendo, Ham decidió mudarse a los Estados Unidos en enero de 1987 para participar en giras de conferencias con otra organización creacionista, el Institute for Creation Research. Hizo una serie de conferencias, llamadas Back to Genesis, las cuales se centraron en tres temas principales: La decadencia cultural a la que había llevado la teoría de la evolución, que la lectura literal de los primeros once capítulos del Libro del Génesis contenía el verdadero origen del universo, y que los cristianos deben participar en una guerra cultural contra el ateísmo y el humanismo. Con su popularidad crenciendo en los Estados Unidos, Ham dejó el ICR en 1994 y, con los colegas Mark Looy y Mike Zovath, fundó el Creation Science Ministries, con la asistencia de lo que hoy es el Creation Ministries International. En 1997, la organización de Ham cambió su nombre a Answers in Genesis.
En el momento en el que fue fundado Answers in Genesis, Ham planeó abrir un museo y un centro de capacitación cerca de su sede en Florence, Kentucky, y le dijo a un entrevistador de la Australian Broadcasting Corporation en 2007: «Australia no es realmente un lugar para construir esas instalaciones si vas a llegar al mundo. Realmente, Estados Unidos lo es». En otra entrevista con Paul Sheehan, Ham explicó: «Una de las principales razonas por las que [Answers in Genesis] fue trasladada [a Florence] fue porque estamos dentro de vuelo de una hora del 69 % de la población estadounidense». El museo, de 5600 metros cuadrados, ubicado en Petersburg, a 6.4 kilómetros al oeste del Aeropuerto Internacional de Cincinnati/Norte de Kentucky, fue inaugurado el 27 de mayo de 2007.
En febrero de 2018, Ham fue retirado de la Universidad Central de Oklahoma, donde tenía previsto hablar, luego de que un grupo de estudiantes LGBT se opusiera. Más tarde, ese mismo mes, la UCO reinvitó a Ham para hablar, y habló el 5 de marzo, como estaba previsto.

## Disputas con CMI y GHC
A finales del año 2005, la Confederación de Answers in Genesis se derrumbó debido a un desacuerdo entre Ken Ham y Carl Wieland sobre las «diferencias en filosofía y operación». Este desacuerdo llevó a Ham a retener efectivamente el liderazgo de las sucursales en Reino Unido y Estados Unidos, mientras que Wieland se desempeñó como director gerente de la sucursal australiana y las oficinas más pequeñas en Canadá, Nueva Zelanda y Sudáfrica. Esta división en dos grupos llevó a la rama australiana a cambiar su nombre a Creation Ministries International (CMI). Answers in Genesis se mantuvo con Ken Ham y continuó ampliando su personal y trabajando estrechamente con el ICR. El creacionista Kurt Wise fue reclutado por Ham como consultor para ayudar con las fases finales del proyecto del museo.
En mayo de 2007, el CMI presentó una demanda contra Ken Ham y Answers in Genesis en la Corte Suprema de Queensland por daños y acusaciones de conducta engañosa en sus tratos con la organización australiana. Los miembros del grupo expresaron su «preocupación por la dominación de los grupos por parte del Sr. Ham, la cantidad de dinero que se está ganando en sus colegas ejecutivos y un cambio de la entrega del mensaje creacionista a la recaudación de donaciones». Ham fue acusado de tratar de enviar al ministerio australiano a la bancarrota. Según el sitio web de CMI, esta disputa se resolvió amistosamente en abril de 2009. En 2008, Ham apareció en el documental paródico de Bill Maher, Religulous. Answers in Genesis criticó la película por lo que denominó la «deshonestidad de Maher el año pasado al obtener acceso al Museo de la Creación y al presidente de Answers in Genesis, Ken Ham».
En marzo de 2011, la junta de Great Homeschool Conventions, Inc. (GHC) votó a favor de des-invitar a Ham y AiG de futuras convenciones. El organizador de la conferencia, Brennan Dean, declaró que Ham había hecho «declaraciones innecesarias, impías y mezquinas que son divisivas en el mejor de los casos y difamatorias en el peor». Dean declaró además: «Creemos que los eruditos cristianos deben ser escuchados sin temor al ostracismo o los ataques ad hominem». La desinvitación ocurrió después de que Ham criticó a Peter Enns, de The BioLogos Foundation , quien defendió una interpretación simbólica, en lugar de literal, de la caída de Adán y Eva. Ham acusó a Enns de adoptar «la teología liberal absoluta que socava totalmente la autoridad de la Palabra de Dios».

## Debate con Bill Nye
En febrero de 2014, Ham debatió con el ingeniero y divulgador científico estadounidense Bill Nye (conocido popularmente como «Bill Nye, The Science Guy») sobre la cuestión de si el creacionismo de la Tierra joven es un modelo viable sobre los orígenes en la era científica contemporánea. Varios críticos expresaron su preocupación de que el debate diera la apariencia de legitimidad científica al creacionismo, al tiempo que estimulaba la recaudación de fondos de Ken Ham. Nye consideró que el debate era «una oportunidad para exponer al bienintencionado Ken Ham y al apoyo que recibe de sus seguidores como malo para Kentucky, malo para la educación científica, malo para el pueblo estadounidense».
Ham dijo que la publicidad generada por el debate ayudó a estimular la construcción del parque temático Ark Encounter, que se había estancado por falta de fondos. El Ark Encounter se inauguró el 7 de julio de 2016, una fecha elegida para corresponder con Génesis 7:7, versículo bíblico que describe a Noé entrando al arca. Al día siguiente, Nye visitó el Ark Encounter, y tuvo un debate informal con Ham.

### Debate informal
Bill Nye visitó el Ark Encounter en julio de 2016, por lo que aceptó la oferta de Ken Ham para recorrer el lugar. Mientras Nye admiraba la arquitectura, expresó una genuina preocupación por los contenidos del Ark Encounter, es decir, su pseudociencia, pseudoarqueología, y fallas generales en el departamento de lógica y realidad. Ham expresó su preocupación, afirmando que Nye estaba adoctrinando a los niños con la teoría de la evolución. Nye le recordó a Ham que la teoría de la evolución era el principio fundamental de toda la biología.
Cuando se le preguntó cómo pudo Noé haber construido tal estructura, Ham afirmó que Noé tenía grúas de alta potencia, de alguna manera similar a la de las grúas de hoy, y en cambio exigió que Nye le dijera qué herramientas tenía y no tenía Noé. Posteriormente, Ham intentó convencer a Nye, preocupado de que Nye sufriera una segunda muerte. Nye respondió que preferiría que Ham no adoctrinara a los niños con tanta anticiencia. Luego, Ham desafió a Nye al afirmar que este debe tener el 100% del conocimiento para saber con un 100% de certeza de que Ken Ham estaba equivocado acerca de que la edad de la Tierra tenía 6000 años. El debate en sí mismo fue muy similar argumentalmente al debate original.

## Creencias creacionistas
Según Ham, fue inspirado por su padre, también un creacionista de la Tierra joven, para interpretar el Libro del Génesis como una historia literal, y primero rechazó lo que él llamó «evolución de las moléculas al hombre», durante la escuela secundaria.
Como un creacionista de la Tierra joven e inerrante bíblico, Ham cree que el Libro del Génesis describe un hecho histórico. Cree, a su vez, que la edad del universo es de 6000 años, y afirma que la diluvio universal ocurrió hace unos 4400 años aproximadamente, en el año 2348 Antes de Cristo. Argumento que el conocimiento de la evolución y el Big Bang requieren observación en lugar de inferencia. Ham tiende a preguntar con mucha frecuencia a los científicos: «¿estuviste ahí?» El archivo de TalkOrigins responde que la evidencia de la evolución «estaba ahí» y que el conocimiento sirve para determinar qué ocurrió en el pasado, y cuándo. La pregunta «¿estuviste ahí?» también invalida el creacionismo como ciencia, un argumento con el cual el mismo Ken Ham está de acuerdo.
Fuera de esta postura que podría ser considerada escéptica, el fenómeno evolutivo es una mentira, y una ficción que los «falsos maestros» sacan a la luz para «desacreditar la verdad de Dios», señalando que la evidencia fósil es incompleta. Ha llamado a la evolución una religión, aunque no desaprueba que el dinero público sea utilizado para su estudio.
Cada año, Ken Ham expone temas como la verificabilidad de la Biblia, el compromiso con la autoridad bíblica que ha socavado a la sociedad e incluso a la iglesia, los dinosaurios y las razas. Ken Ham señala que las estadísticas de las encuestas muestran que, con el paso del tiempo, menos estadounidenses toman la Biblia literalmente y que cada vez más estadounidenses ven a la Biblia como un libro fantástico. Esta concepción lo ha llevado a dedicarse a exponer el literalismo bíblico, afirmando que el génesis es el libro «más atacado, burlado y ridiculizado». Ha sido criticado constantemente por cierta seguridad en sus palabras, llegando al punto de considerar que o se está completamente de acuerdo con su punto de vista, o están completamente equivocado en todas las cosas, además de creer con fe en varias afirmaciones pseudocientíficas. Esto ha llevado a afirmar que no creer literalmente en los textos bíblicos lleva a la susodicha persona a un infierno eterno.

### Ciencia, ateísmo y otras religiones
Afirma que se debería confiar «más en Dios que en los científicos», y que cualquier explicación alternativa a la bíblica son meramente teorías y que deberían ser desechadas. Cree, además, que la ciencia posee fallas porque los científicos cambian constantemente de opinión con el tiempo.
En cuanto al ateísmo o el secularismo, ha llegado a afirmar que es una religión intolerante contra el cristianismo, que adora la naturaleza como a una deidad pero que, al mismo tiempo, es misoteísta. Frente al ateísmo militante, Ham ha afirmado que los suscritos al movimiento quieren «reprimir la verdad con injusticia». Está en contra de la separación iglesia-estado, y la considera una «estratagema secular para imponer el ateísmo en el sistema educativo».
Ken Ham rechaza radicalmente todas las demás religiones e intenta «llegar a los musulmanes», mostrándoles las contradicciones en el Corán. Considera que todos los demás adherentes a otras religiones son «almas perdidas sumidas en las religiones equivocadas».

## Creencias sobre la sexualidad
Ken Ham cree que el aborto, el matrimonio entre personas del mismo sexo, la homosexualidad, y ser transgénero son acciones pecaminosas. Cree que los cristianos deberían «recuperar el arcoíris», un símbolo popular para el movimiento LGBT, motivo por el cual ha decidido rodear el Ark Encounter con luces que tengan los colores del arcoíris durante Semana Santa en 2016. Como condición para trabajar en el Ark Encounter o en Answers in Genesis, como lo indica Ham, requiere que los trabajadores firmen una declaración en la cual reconocen ver la homosexualidad como un pecado.

## Recepción
Chris Mooney, en la revista Slate, ha afirmado que la defensa de Ken Ham del creacionismo de la Tierra joven «socavará la educación científica y la literatura científica estadounidense». Por otro lado, Andrew O'Hehir, de Salon, argumenta que la «intelectualidad liberal» ha exagerado enormemente la influencia de Ken Ham y de aquellos que apoyan opiniones similares porque, mientras que el «éxtasis religioso, aunque sea un sinsentido, es poderoso en cierto modo, mientras que la lógica y la razón no lo son», para él, los defensores de Ham «representan a un electorado marginado con poco poder».
Ham ha sido galardonado con títulos honoríficos por seis universidades cristianas: El Temple Baptist College (1997), la Liberty University (2004), la Tennessee Temple University (2010), la Mid-Continent University (2012), la Bryan College (2017), y la Mid-America Baptist Theological Seminary (2018).

## Vida personal
Ham está casado con Marilyn «Mally» Ham. Tiene cinco hijos y catorce nietos.

## Libros
- Ham, Ken (1987). The Lie: Evolution. New Leaf Publishing Group. ISBN 0890511586.
- Ham, Ken (1999). Creation Evangelism for the New Millennium. Green Forest, Arkansas: Master Books. ISBN 0890512477.
- Ham, Ken; Batten, Don & Wieland, Carl (2000). One Blood: The Biblical Answer to Racism. Green Forest, Arkansas: Master Books. ISBN 0890512760.
- Ham, Ken (2007). How Could a Loving God...?. Green Forest, Arkansas: Master Books. ISBN 0890515042.
- Ham, Ken & Ware, Charles (2007). Darwin's Plantation: Evolution's Racist Roots. Green Forest, Arkansas: Master Books. ISBN 0890514976.
- Ham, Ken (2008). Raising Godly Children in an Ungodly World. Green Forest, Arkansas: Master Books. ISBN 0890515425.
- Ham, Ken; Beemer, Britt & Hillard, Todd (2009). Already Gone: Why Your Kids Will Quit Church and What You Can Do To Stop It. Green Forest, Arkansas: Master Books. ISBN 0890515298.
- Ham, Ken & Ware, Charles (2010). One Race One Blood. Green Forest, Arkansas: Master Books. ISBN 0890516014.
- Ham, Ken; Hall, Greg & Hillard, Todd (2011). Already Compromised. Green Forest, Arkansas: Master Books. ISBN 0890516073.
- Ham, Ken (2013). Six Days: The Age of the Earth and the Decline of the Church. Green Forest, Arkansas: Master Books. ISBN 0890517894.
- Ham, Ken & Kinley, Jeff (2015). Ready to Return: Bringing Back the Church's Lost Generation. Green Forest, Arkansas: Master Books. ISBN 089051836X.
- Ham, Ken; Hodge, Bodie (2016). A Flood of Evidence: 40 Reasons Noah and the Ark Still Matter. Green Forest, Arkansas: Master Books. ISBN 0890519781.
- Ham, Ken (2018). Gospel Reset: Salvation Made Relevant. Green Forest, Arkansas: Master Books. ISBN 9781683441144.